# Marco Serpellini
Marco Serpellini (født 4. august 1972 i Lovere) er en tidligere italiensk landevejscykelrytter.